# 변창구
변창구(邊昌九, 1951년 ~ )는 대한민국의 교수이자 영문학자이다. 제주시 출신이며 서울대학교 교육부총장 겸 대학원장을 지냈고, 현재 경희사이버대학교 총장으로 재직중이다.

## 출신 학교
- 경남고등학교
- 1974년 : 서울대학교 영어영문학과 학사
- 1980년 : 서울대학교 대학원 영어영문학과 석사
- 1988년 : 털사 대학교 대학원 영어영문학과 박사(문학 박사)

## 주요 경력
- 1980년 9월 ~ 1989년 1월 : 건국대학교 영어영문학과 조교수
- 1989년 2월 ~ 2016년 8월 : 서울대학교 영어영문학과 교수
- 한국셰익스피어학회 회장
- 2002년 8월 : 서울대학교 기초교육원장, 교무부처장
- 2004년 1월 ~ 2005년 12월 : 한국현대영미드라마학회 회장
- 2004년 7월 ~ 2006년 6월 : 서울대학교 교무처장
- 2008년 8월 ~ 2012년 7월 : 서울대학교 인문대학 학장
- 2012년 7월 ~ 2014년 : 서울대학교 교육부총장 겸 대학원장
- 2016년 ~ 현재 : 서울대학교 인문대학 영어영문학과 명예교수
- 2018년 6월 ~ : 학교법인 경희학원 이사
- 2019년 11월 ~ 현재 : 경희사이버대학교 총장
- 서울대학교 총동창회 상임부회장

## 저서
- 《셰익스피어 : 시대, 삶 그리고 작품세계》(1997년)
- 《맥 베스》(2007년)

## 주요 논문
- 《뉴질랜드의 현대문학 : 적응과 발전의 여정》(1994년)
- 《1960년대 실험극 이후의 미국 사실주의 연극》(1995년)
- 《황야에서의 절규 : 윌리엄스의 욕망이라는 이름의 전차》(1995년)
- 《1960년대 미국 희곡 연구》(1997년)